# NGC 7765
NGC 7765 في الفهرس العام الجديد، هي مجرة، تقع في كوكبة الفرس الأعظم. اكتشفت في 12 أكتوبر 1855 بواسطة ويليام بارسونز.

## روابط خارجية
- NGC 7765 على موقع ويكي سكاي: DSS2, SDSS, GALEX, IRAS, Hydrogen α, X-Ray, Astrophoto, Sky Map, Articles and images